# الصورة النمطية الإيجابية
تشير الصورة النمطية الإيجابية (بالإنجليزية: Positive stereotype) في علم النفس الاجتماعي إلى اعتقاد إيجابي ذاتي عن مجموعة اجتماعية. ومن الأمثلة الشائعة للصور النمطية الإيجابية، الآسيويون الذين يتمتعون بقدرات رياضيات أفضل، والأميركيون الأفارقة الذين يتمتعون بقدرات رياضية أكبر، والنساء اللائي يتمتعن بالدفء والتواصل الاجتماعي .
الصور النمطية الإيجابية على عكس الصور النمطية السلبية، إذ تمثل تقييمًا "إيجابيًا" لمجموعة تشير عادةً إلى ميزة على مجموعة أخرى. وعلى هذا النحو، يمكن اعتبار الصور النمطية الإيجابية شكلاً من أشكال الإطراء أو الثناء. ومع ذلك، يمكن أن يكون للصور النمطية الإيجابية تأثير إيجابي أو سلبي على أهداف الصور النمطية الإيجابية. يعتمد التأثير الإيجابي أو السلبي للصور النمطية الإيجابية على الأهداف على ثلاثة عوامل: (1) كيف يُعبرعن الصورة النمطية الإيجابية، (2) من الذي يذكر الصورة النمطية الإيجابية، (3) في أي ثقافة تُقدم الصورة النمطية الإيجابية (على سبيل المثال، في سياقات الثقافة الغربية مقابل سياقات ثقافة شرق آسيا).

## مدى انتشارها
أشار جوردون ألبورت في كتابه طبيعة التحيز (1954) إلى أن تصنيف الناس إلى مجموعات هو أمر تكيفي. وعلى الرغم من أن هذا التصنيف قد يسمح بمعالجة أسرع للمعلومات الموجودة في بيئة المرء، إلا أن هذه العملية قد تؤدي إلى التنميط. الصور النمطية لها آثار على أهداف الصور النمطية والتفاعلات الشخصية بشكل عام، لأنها تخصص سمات وقدرات لأعضاء المجموعات الاجتماعية بسبب عضويتهم الجماعية المتصورة.
ركزت الكثير من الأبحاث حول التحيز والصور النمطية إلى حد كبير على الصور النمطية السلبية (على سبيل المثال، ارتباط الأمريكيين الأفارقة بالدونية الفكرية) ونتيجة انتشارها (على سبيل المثال، تهديد الصورة النمطية) على المتصورين والأهداف.
تتكون ثلاثية برينستون (1933) من ثلاث دراسات تمتد لما يقرب من 40 عامًا، وتعد واحدة من أقدم الدراسات التي توثق المحتوى الفعلي للصور النمطية المرتبطة بمجموعات عرقية مختلفة وتغيرها مع مرور الوقت. في الدراسة الأولية لطلاب جامعة برينستون في عام 1933، طُلب من الطلاب سرد السمات المرتبطة بمجموعات عرقية / إثنية مختلفة (مثل الألمان واليهود والزنوج). في هذه الدراسة الأولية، وجد أن الطلاب يربطون سمات مميزة بكل مجموعة اجتماعية وأن هناك إجماعًا كبيرًا بين المعتقدات (على سبيل المثال، كان الألمان ذوو تفكير علمي ومجتهد، والإيطاليون فنيون، والزنوج مؤمنون بالخرافات وكسولون). في دراسات المتابعة في عامي 1951 و 1969، وجد الباحثون أن توافق ومحتوى الصور النمطية قد تغير في العقود الأربعة التي تلت الدراسة الأولية.
في الولايات المتحدة، أصبح محتوى الصور النمطية التي يربطها الأشخاص صراحةً بمجموعات أخرى أكثر إيجابية منذ بداية الدراسات المبكرة، مثل ثلاثية برينستون، التي قاس محتوى الصور النمطية. يمكن أن يُعزى التغيير الإيجابي في المحتوى إلى عدة عوامل:
- التغيير النسبي في وضع الفئات الاجتماعية المختلفة
- التعبير عن الصور النمطية السلبية بأنها أقل قبولًا اجتماعيًا
- زيادة الاتصال بين المجموعات للأشخاص من مختلف الأعراق والجنسيات

على الرغم من أن كل من الصور النمطية الإيجابية والصور النمطية السلبية تتطلب إجراء تعميمات حول مجموعة ما، إلا أن الصور النمطية الإيجابية وتعبيرها قد لا يُنظر إليه على أنهما متجذران في التحيز بسبب تكافؤهما الإيجابي. بالإضافة إلى ذلك، نظرًا لأن الصور النمطية الإيجابية قد تشير ظاهريًا إلى نظرة إيجابية للهوية الاجتماعية، فقد لا يُقمع التعبير عن الصور النمطية الإيجابية في التفاعلات الاجتماعية بسهولة. ونتيجة لذلك، يُرجح استخدام القوالب النمطية الإيجابية عند وصف مجموعة أكثر من استخدام الصورة النمطية السلبية، (على سبيل المثال، "النساء أكثر دفئًا من الرجال" مقابل قول "النساء أقل كفاءة من الرجال") مما قد يساهم في زيادتها في الانتشار.

## التفاعل مع الصور النمطية السلبية
في نموذج محتوى الصور النمطية، قدّم فيسك وزملاؤه (2002) دليلًا على أن التصور النمطي الإيجابي في مجال ما يؤدي عادةً إلى أن يُتصور بشكل سلبي في مجال آخر. إذ في نموذجهم للمحتوى النمطي "المختلط"، ركزوا على الصور النمطية للدفء والكفاءة. واقترحوا أن "الناس يريدون معرفة نوايا الآخرين (أي الدفء) وقدرتهم على متابعة نواياهم (أي الكفاءة)".
أشار هؤلاء الباحثون إلى أن الدافع وراء الصور النمطية الإيجابية للمجموعات على أنها إما دافئة أو مختصة نابع من الحالة المتصورة والمنافسة بين مجموعة خارجية. وفقًا لنموذج محتوى الصور النمطية، تُصنف المجموعات الخارجية بشكل إيجابي على أنها أكثر كفاءة إلى الحد الذي يجعلها أكثر قوة أو تتمتع بمكانة أعلى. وفي المقابل، تُتصور المجموعات الخارجية بشكل إيجابي على أنها أكثر دفئًا لدرجة أنه يُنظر إليها على أنها أقل منافسة. ومع ذلك، فإن وضع القوالب النمطية الإيجابية على أحد الأبعاد عادة ما يتوافق مع الصور النمطية السلبية على البعد الآخر.

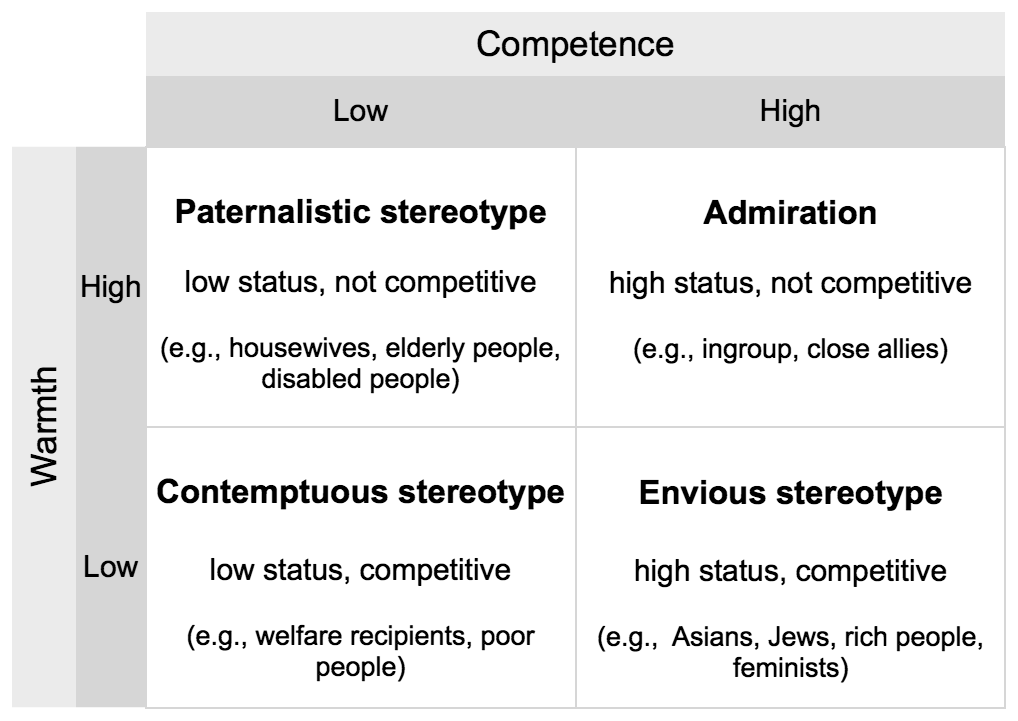
نموذج محتوى الصورة النمطية، المُعد من فيسك وآخرون (2002)

على سبيل المثال، غالبًا ما تُتصور المجموعات الاجتماعية الخارجية على أنها تابعة وغير تنافسية (على سبيل المثال، كبار السن) على أنها أعلى في الدفء، ولكنها أقل كفاءة. يعتبر الشعور بالدفء وانخفاض الكفاءة من الصور النمطية الأبوية، حيث يُنظر إلى المجموعة الخارجية على أنها ليست تميل أو غير قادرة على إيذاء المجموعة. على الطرف الآخر من الطيف، قد تثير المجموعة الخارجية التي يُنظر إليها على أنها ذات مكانة عالية وذات قدرة تنافسية عالية (مثل الأثرياء) صورة نمطية من الحسد. من المحتمل أن يُتصور هذه المجموعات بشكل إيجابي على أنها ذات كفاءة عالية لتبرير وضعها النسبي الأعلى في المجتمع (مقارنةً بالمجموعة الخاصة بها). ومع ذلك، فإن مشاعر الحسد أو الاستياء من المكانة الأعلى للمجموعة خضعت للتبرير من خلال النظر إليها على أنها أكثر برودة (أي أقل دفئًا).
حدد بحث المتابعة أنه بالنسبة لبعض المجموعات التابعة، قد يختلف المعنى عن طريق التصور النمطي الإيجابي على أنه مستوى عالي من الكفاءة. على سبيل المثال، يُتصور الرياضيين السود والموسيقيين السود بشكل إيجابي على أنها ذوو كفاءة عالية. ومع ذلك، عند إجراء مزيد من التحقيق، يُعزى تصنيف الكفاءة العالية إلى الكفاءة بسبب الموهبة وليس بسبب الذكاء.

## المزايا
وجد الباحثون أن الارتباط بمجموعة مقولبة بشكل إيجابي في مجال (على سبيل المثال، الأكاديميون) يمكن أن يؤدي إلى تحسن الأداء إذا وُجه الشخص إلى التفكير في عضوية المجموعة، ولكن ليس في الصورة النمطية المحددة. على سبيل المثال، درس الباحثون كيفية تأثر أداء الأمريكيين من أصل آسيوي عندما يتعرضون للصورة النمطية الشائعة بأن الأمريكيين الآسيويين يتقنون الرياضيات. في إحدى الدراسات، قبل إجراء اختبار الرياضيات، وُجهت مجموعة من الأمريكيين الآسيويين إلى التفكير في ارتباط الآسيويين والقدرة على الرياضيات بشكل أفضل من خلال الإجابة على أسئلة حول هويتهم العرقية وتاريخ عائلاتهم (على سبيل المثال، ما هي اللغات التي يتحدثون بها، وكم أجيال من أسرهم تعيش في أمريكا). مقارنة بمجموعة أخرى من الأمريكيين الآسيويين الذين ذُكروا صراحةً بالعلاقة الإيجابية بين الأمريكيين الآسيويين والرياضيات. وأعضاء مجموعة التحكم التي لم يذكروا بعرقهم أو الصورة النمطية الإيجابية، أدت مجموعة التحكم التي فكرت بشكل غير مباشر في الصورة النمطية الآسيوية الإيجابية أجابت على المزيد من أسئلة الرياضيات بشكل صحيح. وفي دراسة منفصلة، توجهت مجموعة النساء الآسيويات الأمريكيات إلى التفكير في هويتهن العرقية (أي الآسيوية) بشكل أكثر دقة في مهمة كمية أفضل من النساء الأمريكيات الآسيويات التي وجهن للتفكير في هويتهن الجنسية (أي امرأة) والنساء اللاتي لم يفكرن في أي من الهوية. وفي دراسة للعمر والذاكرة، أظهر الأفراد الأكبر سنًا تهيئة للتفكير في الصور النمطية الإيجابية المرتبطة بالتقدم في العمر والحكمة أداءً متزايدًا في مجموعة من مهام الذاكرة.

## السلبيات
عندما يُعبر عن الصور النمطية الإيجابية أو مجرد الاعتقاد بأنها صحيحة حول مجموعة وأعضائها، يمكن أن ترتبط الصور النمطية الإيجابية بعدد من النتائج السلبية للحالات العاطفية والنفسية للأهداف، وسلوكياتهم القائمة على الأداء، وأحكام الآخرين عليهم. قد يُنظر إلى غموض الصور النمطية الإيجابية عند مواجهتها بمرور الوقت على أنه شكل من أشكال العدوان المصغر.

### تبدد الشخصية
نظرًا لأن الصور النمطية تنقل المعتقدات الموجودة حول مجموعة ما، فإن كونك هدفًا للصورة النمطية يمكن أن يثير إحساسًا بتبدد شخصية أو أن يراها الشخص فقط من قبل أعضاء المجموعة بدلاً من كونه فردًا فريدًا. وهذا الشعور يحدد مدى رد الفعل السلبي للشخص لكونه هدفًا للصورة النمطية الإيجابية. على سبيل المثال، النساء اللواتي قيل إنهن أدينن أداءً جيدًا في اختبار الرياضيات ظهرت لديهم مستويات أعلى من الغضب ورغبة أكبر في مهاجمة مدير اختبار الذكور أو تجنبه إذا قدّم ملاحظاته الإيجابية، قال، "ممتاز.. كان الأداء جيدًا حقًا بالنسبة للمرأة "مقابل ما إذا كان يقول ببساطة ،"رائع ... لقد أبليتن بلاءً حسنًا حقًا. "
في مجموعة من الدراسات التي أجراها سي وشرين (2013)، استهدفت النساء والأمريكيين الآسيويين المولودات في الولايات المتحدة بالصور النمطية الإيجابية (على سبيل المثال، أنتن متعاونات للغاية، وأنا أعلم أن جميع الآسيويات يجيدون الرياضيات). عبرت كل من النساء والأهداف الأمريكية الآسيوية عن كراهية وسلبية أكبر تجاه الشخص الذي يعبر عن الصورة النمطية. في دراسة الأمريكيين الآسيويين، أفاد هؤلاء المشاركون الذين كانوا هدفًا للصور النمطية الإيجابية بأنهم شعروا بمستويات أعلى من الغضب والانزعاج من أولئك الذين لم يكونوا أهدافًا للصور النمطية الإيجابية. لقد تأثر مقدار السلبية التي شُعر بها والتعبير عنها بمدى تأثير الصورة النمطية الإيجابية على المشاركين في الشعور بضياع الشخصية.
لتحديد ما إذا كان رد الفعل السلبي هذا موجودًا في ثقافات مختلفة، درس سي وشرين (2013) أيضًا الأمريكيين الآسيويين المولودين في الولايات المتحدة مقارنة بالأمريكيين الآسيويين المولودين خارج الولايات المتحدة. ووجدوا أن كلاً المجموعتين عبرتا عن مستويات مماثلة من تبدد الشخصية كنتيجة لكونها هدفًا للصورة النمطية الإيجابية. ومع ذلك، على عكس دراساتهم السابقة، فإن مدى الشعور بتبدد الشخصية لم يتنبأ بردود فعل سلبية على الصورة النمطية للأمريكيين الآسيويين المولودين في الولايات المتحدة. أكد الباحثان أن الأمريكيين الآسيويين المولودين في الولايات المتحدة قد يتفاعلون بشكل أقل سلبيًا مع تبدد الشخصية وبالتالي سيكون رد فعلهم أقل سلبية لكونهم هدفًا للصورة النمطية الإيجابية. يُعزى هذا الاختلاف إلى الاختلافات العامة في قيم ثقافات شرق آسيا، والتي تعطي قيمة أكبر للاعتماد المتبادل، والثقافات الغربية (على سبيل المثال، الثقافة الأمريكية)، والتي تعطي قيمة أكبر للاستقلال. بينما تعزز الثقافات الشرقية المزيد من القيم الجماعية ومن المرجح أن يصف الأفراد أنفسهم فيما يتعلق بالآخرين وعضوية مجموعاتهم. في المقابل، تعزز الثقافات الغربية المزيد من القيم الفردية، وبالتالي يولي الأفراد أهمية كبيرة لأن يُنظر إليهم على أنهم فرد فريد، ومنفصل عن الآخرين.
حين يكون الشخص هدفًا للصورة النمطية قد يشير إلى أنه يُحكم عليه من خلال عضويته الجماعية وليس من خلال سماته الفردية. لذا، فإن الشخص الذي يقدر أن يُنظر إليه كفرد قد يكون لديه رد فعل سلبي متزايد بسبب تبدد شخصيته. وبالتالي، يمكن أن يعتمد مدى رد الفعل السلبي للشخص على أن يكون متبدد الشخصية من خلال الصورة النمطية الإيجابية إلى حد كبير، والأهم من ذلك، كيف ينظر الشخص إلى نفسه ويريد أن يُنظر إليه.

### الارتباط مع الصور النمطية السلبية
في العادة، ترتبط المجموعات الاجتماعية بكل من الصور النمطية الإيجابية والسلبية. على سبيل المثال، تتصور المرأة بشكل إيجابي على أنها دافئة ولكن تُصور أيضاً بشكل سلبي على أنها ضعيفة؛ ويتصوّر الأمريكيين الآسيويين بشكل إيجابي على أنهم يتمتعون بالكفاءة ولكن تُصور بشكل سلبي على أنهم باردون؛ وتصوّر الأمريكيين السود بشكل إيجابي على أنهم رياضيون ولكن تُصور بشكل سلبي على أنهم غير أذكياء. قد يفترض الفرد المستهدف من الصورة النمطية الإيجابية المرتبطة بمجموعته الاجتماعية أن الشخص النمطي يعتقد أيضًا أنه يمتلك الصور النمطية السلبية المرتبطة بالمجموعة.
تعتمد الصورة النمطية السلبية التي يفترض أن يحتفظ بها النموذج النمطي على المجموعة الاجتماعية التي تشير إليها الصورة النمطية الإيجابية. في دراسة أجراها سي وشرين (2016)، تعرض الرجال الأمريكيون الآسيويون إما لصورة نمطية إيجابية حول عرقهم (على سبيل المثال، "الآسيويون طموحون") أو جنسهم (على سبيل المثال، "الرجال طموحون"). كان الرجال الآسيويون الذين وضعوا في صور نمطية إيجابية بناءً على جنسهم أكثر ميلًا للاعتقاد بأن الصور النمطية الجنسانية السلبية (على سبيل المثال، عدوانية، مهيمنة) طبقت عليهم أيضًا أكثر من أولئك الذين كانوا أهدافًا للقوالب النمطية العنصرية الإيجابية فقط. بطريقة مماثلة، كان الرجال الآسيويون الذين كانوا أهدافًا للصور النمطية العنصرية الإيجابية أكثر ميلًا للاعتقاد بأن الصور النمطية العنصرية السلبية (على سبيل المثال، سيئون في القيادة، سيئون في اللغة الإنجليزية) طبقت عليهم أيضًا.